# L'Échelle-Saint-Aurin
L'Échelle-Saint-Aurin är en kommun i departementet Somme i regionen Hauts-de-France i norra Frankrike. Kommunen ligger i kantonen Roye som tillhör arrondissementet Montdidier. År 2022 hade L'Échelle-Saint-Aurin 45 invånare.

## Befolkningsutveckling
Antalet invånare i kommunen L'Échelle-Saint-Aurin
| Referens: INSEE |